# ダニエル・ケールマン
ダニエル・ケールマン（Daniel Kehlmann、1975年1月13日 - ）は、ドイツ出身の小説家。現在はウィーン在住。2005年に発表した小説『世界の測量 ガウスとフンボルトの物語』が世界的ベストセラーとなった。

## 来歴
ドイツ、ミュンヘンにて演出家の父と女優の母との間に生まれる。1981年、6歳の時に父の故郷であったウィーンに転居、以降ウィーンで生活する。ウィーン大学にて文学と哲学を専攻。在学中の1997年に小説『Beerholms Vorstellung』で作家デビュー。カントについての卒業論文に取り組む傍ら、『南ドイツ新聞』『フランクフルター・アルゲマイネ・ツァイトゥング』などの有力紙に小説、エッセイを発表する。2003年の長編第3作『Ich und Kaminski』は26ヶ国語に訳され国際的な名声を得た。2001年からはマインツ大学やゲッティンゲン大学の講師も務めている。
長編第4作『世界の測量』は、2005年秋にドイツで発表されて以降、100週以上にわたりベストセラーリストに名を連ねており、ギュンター・グラス『ブリキの太鼓』、パトリック・ジュースキント『香水 ある人殺しの物語』に並ぶヒット作となった。2008年現在までのドイツ国内の発行部数は120万部であり、すでに40以上の言語に翻訳されている。2007年に発表された『Trend Publishing』（アメリカ）による国際ランキングでは、『ハリーポッター』や『ダヴィンチコード』を押さえ第2位にランクインしている。ケールマンはこの作品でクライスト賞、ディ・ヴェルト文学賞など多数の賞を獲得した。

## 著作
- Beerholms Vorstellung　1997
- Unter der Sonne　1998
- Mahlers Zeit　1999
- Der fernste Ort　2001
- Ich und Kaminski　2003　
  - 『僕とカミンスキー 盲目の老画家との奇妙な旅』　瀬川裕司訳 （三修社、2009年）
- Die Vermessung der Welt　2005　
  - 『世界の測量 ガウスとフンボルトの物語』　瀬川裕司訳 （三修社、2008年）
- Wo ist Carlos Montúfar?　2005
- Diese sehr ernsten Scherze. Göttinger Poetikvorlesungen.　2007
- Requiem für einen Hund　2008
- Ruhm. Roman in neun Geschichten　2009
  - 『名声』　瀬川裕司訳 （三修社、2010年）